# Gjuro Červar
Gjuro Červar (* 21. November 1876 in Červari bei Sveti Lovreč, Istrien; † 8. Mai 1954 in Opatija) war ein istrianischer Politiker und Anwalt. Er war Abgeordneter zum istrianischen Landtag.

## Leben
Červar konnte dank der Unterstützung seines Onkels, dem Bischof von Poreč-Pula Juraj Dobrila, eine Ausbildung in Zagreb absolvieren, wo er Rechtswissenschaften studierte. er beteiligte sich dort am 16. Oktober 1895 am Verbrennen der ungarischen Flagge und wurde deshalb zu zwei Monaten Gefängnis verurteilt und von der Universität ausgeschlossen. Červar setzte in der Folge sein Studium an der Universität Wien fort, wo er 1900 zum Dr. jur. promovierte. Er ließ sich in der Folge in Opatija nieder und arbeitete dort als Anwalt.
Červar wurde 1902 Sekretär der Politischen Gesellschaft für Kroaten und Slowenen in Istrien und trat 1909 bei der Landtagswahl in Istrien im Landgemeindenwahlkreis in Volosko und Podgrad an. Er erlangte dort ein Mandat, trat jedoch im Jahr 1911 zurück, nachdem der Landtag bereits seit 1910 nicht mehr getagt hatte. Im selben Jahr unterzeichnete er eine Vereinbarung zwischen italienischen, kroatischen und slowenischen Politikern über gemeinsame Elemente in der Schulpolitik.
Im Zuge der Landtagswahl 1914 wurde Červar von vielen wegen seiner geschäftlichen Schritte und der angeblichen Zusammenarbeit mit deutschen und italienischen Politikern kritisiert. Nach dem Ausbruch des Ersten Weltkriegs wurde er in Ljubljana zusammen mit seinem Bruder Šime Červar verhaftet und neun Monate lang inhaftiert. Danach war er Graz inhaftiert. Ende 1918 kehrte er in das nun italienische Opatija zurück, wurde jedoch hier von den italienischen Behörden verhaftet und in das Königreich der Serben, Kroaten und Slowenen ausgewiesen. Im Jahr 1923 trat Červar als Kandidat für die Nationalversammlung an, wurde jedoch nicht gewählt. Er war beruflich als Anwalt in Sušak aktiv, bevor er nach der Besetzung durch die Italiener 1941 neuerlich verhaftet und in das Internierungslager Isernia in Süditalien gebracht wurde. Nach der Kapitulation Italiens 1943 konnte Červar zurückkehren, engagierte sich danach aber nicht mehr politisch.